# Legiones Cannenses
Die legiones Cannenses („Legionen von Cannae“) oder auch exercitus Cannensis („Heer von Cannae“) waren zunächst aus Überlebenden der Schlacht von Cannae gebildete römische Legionen während des Zweiten Punischen Krieges. Diese Legionen galten als Strafeinheiten für Soldaten, die in der Schlacht versagt hatten.

## Die Überlebenden der Schlacht von Cannae
Aus der Schlacht von Cannae konnten mehrere tausend römische Legionäre entkommen. Die moderne Forschung beziffert ihre Zahl aufgrund der Aufstellung nach Titus Livius auf ca. 14.500 Soldaten, aus denen die legiones Cannenses gebildet wurden. Vereinzelt wird die Existenz der legiones Cannenses bestritten.
Im Jahre 215 v. Chr. wurde – in Übereinstimmung mit dem damaligen Sprachgebrauch und Legionslisten des Livius – das Zwei-Legionen-Heer der legiones Cannenses nach Sizilien verlegt, um dort seinen weiteren Dienst bis zum Kriegsende zu versehen. Grundlage dafür war wohl der Eidbruch der Überlebenden, die ihren vor dem Feldzug von 216 v. Chr. abgelegten Eid, nicht zu fliehen oder davonzuweichen, gebrochen hatten. 
Daneben wurden die Legionen mit Soldaten verstärkt, die aufgrund ihres gesundheitlichen oder körperlichen Zustandes nicht in der Lage waren, weiterhin Frontdienst zu leisten. Im Gegenzug wurden die regulären römischen Kampftruppen von Sizilien abgezogen.

## Verstärkung derlegiones Cannenses
Bereits im Jahre 214 v. Chr. wurden 2000 Mann nach Sizilien gesendet, die in den vorangegangenen vier Kriegsjahren unentschuldigt dem Wehrdienst ferngeblieben waren, um in die Legionen eingegliedert zu werden. Daneben wurden möglicherweise die römischen Überlebenden der ersten Schlacht von Herdonia 212 v. Chr. nach Sizilien strafversetzt. Auf jeden Fall wurden 209 v. Chr. die 4344 Überlebenden der zweiten Schlacht von Herdonia 210 v. Chr. nach Sizilien versetzt.

## Der Afrikafeldzug des Scipio
Nachdem der Konsul Publius Cornelius Scipio 205 v. Chr. nach Sizilien gereist war, um von dort aus nach Nordafrika aufzubrechen, besserte sich das Los der legiones Cannenses. Nach Jakob Seibert wurden wohl aber nicht alle Cannenser in das Heer Scipios eingegliedert, sondern die Verlässlichen bildeten den Grundstock der fünften und sechsten Legion, mit denen Scipio nach Nordafrika übersetzte.

## Urteil der Literatur
Nach Seibert stellten sich die Cannenser wie folgt dar: 

„... ein bunt zusammengesetzter Soldatenhaufen unterschiedlichster Provenienz, ... ein bequemes Auffangbecken für unzuverlässige, schwächliche, feige, durch Flucht und Niederlagen demoralisierte Soldaten, aber auch Defätisten und Drückeberger...“